# Mieścisko (gmina)
Mieścisko – gmina miejsko-wiejska w województwie wielkopolskim, w powiecie wągrowieckim. W latach 1975–1998 gmina położona była w województwie poznańskim.
Siedziba gminy to Mieścisko.
Według danych z 31 grudnia 2017 gminę zamieszkiwały 5992 osoby. Natomiast według danych z 31 grudnia 2019 roku gminę zamieszkiwało 5937 osób.

## Położenie
Gmina Mieścisko usytuowana jest w północno-wschodniej części Pojezierza Gnieźnieńskiego, zajmuje obszar 135,62 km². Od północy i zachodu graniczy z gminą Wągrowiec, od wschodu z gminą Janowiec Wielkopolski, a od południa z gminami Kłecko i Skoki. Przez teren gminy przepływa rzeka Wełna.

## Struktura powierzchni
Według danych z roku 2002 gmina Mieścisko ma obszar 135,62 km², w tym:
- użytki rolne: 77%
- użytki leśne: 15%

Gmina stanowi 13,03% powierzchni powiatu.

## Demografia
Gmina Mieścisko ma 5 992 mieszkańców, z czego 49,4% stanowią kobiety, a 50,6% mężczyźni. W latach 2002–2017 liczba mieszkańców wzrosła o 2,6%. Średni wiek mieszkańców wynosi 38,0 lat i jest nieznacznie mniejszy od średniego wieku mieszkańców województwa wielkopolskiego oraz mniejszy od średniego wieku mieszkańców całej Polski. Mieszkańcy gminy Mieścisko zawarli w 2017 roku 39 małżeństw, co odpowiada 6,5 małżeństwom na 1000 mieszkańców. Jest to znacznie więcej od wartości dla województwa wielkopolskiego oraz znacznie więcej od wartości dla Polski. W tym samym okresie odnotowano 1,6 rozwodów przypadających na 1000 mieszkańców. 30,8% mieszkańców gminy Mieścisko jest stanu wolnego, 56,7% żyje w małżeństwie, 3,5% mieszkańców jest po rozwodzie, a 8,7% to wdowy/wdowcy. Gmina Mieścisko ma dodatni przyrost naturalny wynoszący 10. Odpowiada to przyrostowi naturalnemu 1,66 na 1000 mieszkańców gminy Mieścisko. W 2017 roku urodziło się 61 dzieci, w tym 39,3% dziewczynek i 60,7% chłopców. Średnia waga noworodków to 3 426 gramów. Współczynnik dynamiki demograficznej, czyli stosunek liczby urodzeń żywych do liczby zgonów wynosi 1,34 i jest znacznie większy od średniej dla województwa oraz znacznie większy od współczynnika dynamiki demograficznej dla całego kraju. W 2016 roku 40,6% zgonów w gminie Mieścisko spowodowanych było chorobami układu krążenia, przyczyną 30,4% zgonów w gminie Mieścisko były nowotwory, a 4,8% zgonów spowodowanych było chorobami układu oddechowego. Na 1000 ludności gminy Mieścisko przypada 11.09 zgonów. Jest to znacznie więcej od wartości średniej dla województwa wielkopolskiego oraz więcej od wartości średniej dla kraju. W 2017 roku zarejestrowano 41 zameldowań w ruchu wewnętrznym oraz 73 wymeldowań, w wyniku czego saldo migracji wewnętrznych wynosi dla gminy Mieścisko -32. W tym samym roku 0 osób zameldowało się z zagranicy oraz zarejestrowano 0 wymeldowań za granicę - daje to saldo migracji zagranicznych wynoszące 0. 62,2% mieszkańców gminy Mieścisko jest w wieku produkcyjnym, 21,2% w wieku przedprodukcyjnym, a 16,5% mieszkańców jest w wieku poprodukcyjnym. 
Piramida wieku mieszkańców Gminy Mieścisko w 2017:

## Sołectwa
Budziejewko, Budziejewo, Gołaszewo, Gorzewo, Jaroszewo Drugie, Jaroszewo Pierwsze, Jaworówko, Kłodzin, Mieścisko, Miłosławice, Mirkowice, Nieświastowice, Piastowice, Pląskowo, Podlesie Kościelne, Podlesie Wysokie, Popowo Kościelne, Sarbia, Wiela, Zakrzewo, Zbietka, Żabiczyn.

## Pozostałe miejscowości
Gółka, Mirkowiczki, Popowo-Huby, Popowo-Kolonia, Strzeszkowo, Tumidaj, Wybranówko, Wymysłowo.

## Sąsiednie gminy
Damasławek, Janowiec Wielkopolski, Kłecko, Mieleszyn, Skoki, Wągrowiec

## Miasta partnerskie
- Retiers  Francja
- Maartensdijk (De Bilt)  Holandia
- Scharnebeck  Niemcy

## Atrakcje turystyczne
Jedną z atrakcji turystycznych gminy jest pomnik przyrody nieożywionej - Kamień świętego Wojciecha w Budziejewku. Cenne zabytki architektoniczne stanowią także drewniane kościoły Św. Anny w Podlesiu Kościelnym z 1712 roku oraz Zwiastowania Najświętszej Maryi Panny w Popowie Kościelnym z 1629 roku

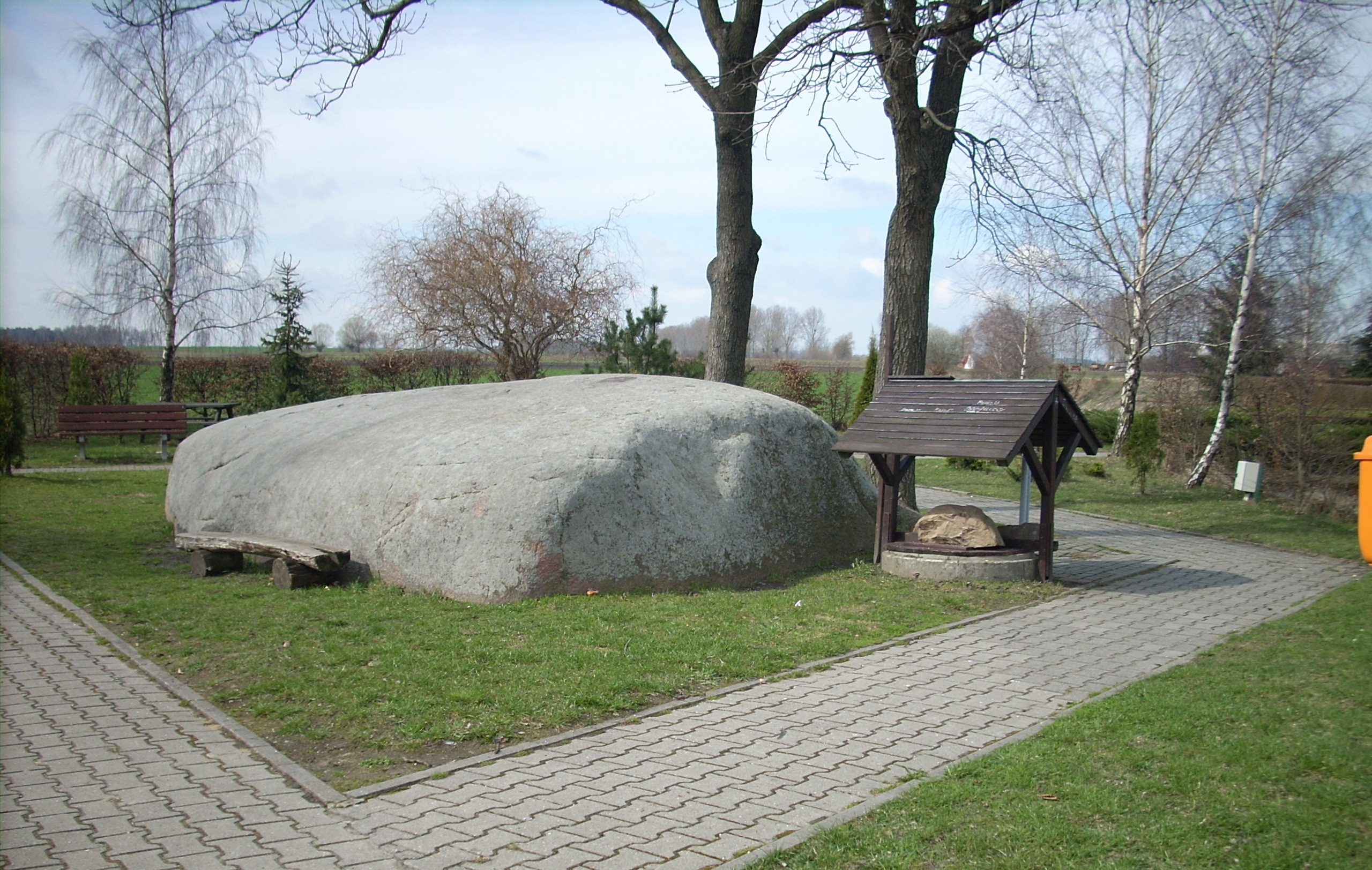
Kamień Świętego Wojciecha w Budziejewku

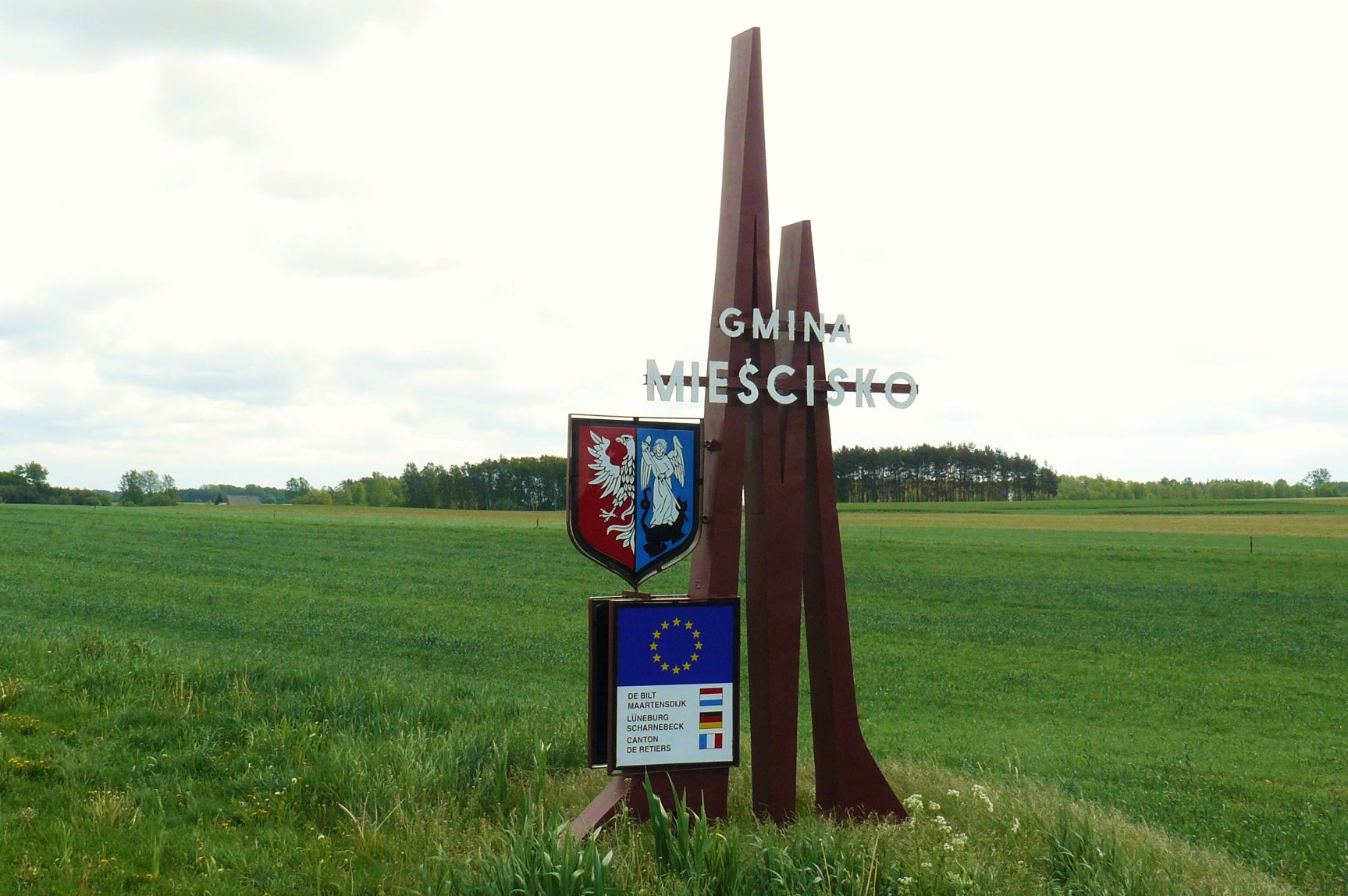
Wjazd na teren gminy